# Lipik
Lipik es una municipalidad de Croacia en el condado de Požega-Eslavonia. Sus autoridades residen en la ciudad del mismo nombre.

## Demografía
En el censo 2021 el total de población de la ciudad fue de 5.126 habitantes, distribuidos en las siguientes localidades:
- Antunovac -  308
- Bjelanovac -  4
- Brekinska -  107
- Brezine -  188
- Bujavica -  22
- Bukovčani -  14
- Dobrovac -  307
- Donji Čaglić -  225
- Filipovac - 339
- Gaj -  232
- Gornji Čaglić - 8
- Jagma -  33
- Japaga -  136
- Klisa - 82
- Korita - 5
- Kovačevac - 13
- Kukunjevac - 190
- Lipik - 1.951
- Livađani - 8
- Marino Selo - 262
- Poljana - 429
- Ribnjaci - 13
- Skenderovci - 6
- Strižičevac - 14
- Subocka -  13
- Šeovica - 217

| Gráfica de población de Lipik 1857-2021                             |
|                                                                     |
| Según los censos de población de la oficina estadística de Croacia. |

Históricamente, Lipik ha tenido una composición multiénica. Son sus guarismos:
| Año  | Total | Croatas | Serbios | Musulmanes | Yugoslavos      | Otros |
| ---- | ----- | ------- | ------- | ---------- | --------------- | ----- |
| 1991 | 11222 | 4277    | 4987    | 21         | 490             | 1447  |
| 2001 | 6674  | 4906    | 873     | 3          | No discriminado | 892   |
| 2011 | 6170  | 4657    | 860     | 10         | No discriminado | 643   |

## Clima
| Parámetros climáticos promedio de Lipik | Parámetros climáticos promedio de Lipik | Parámetros climáticos promedio de Lipik | Parámetros climáticos promedio de Lipik | Parámetros climáticos promedio de Lipik | Parámetros climáticos promedio de Lipik | Parámetros climáticos promedio de Lipik | Parámetros climáticos promedio de Lipik | Parámetros climáticos promedio de Lipik | Parámetros climáticos promedio de Lipik | Parámetros climáticos promedio de Lipik | Parámetros climáticos promedio de Lipik | Parámetros climáticos promedio de Lipik | Parámetros climáticos promedio de Lipik |
| Mes                                     | Ene.                                    | Feb.                                    | Mar.                                    | Abr.                                    | May.                                    | Jun.                                    | Jul.                                    | Ago.                                    | Sep.                                    | Oct.                                    | Nov.                                    | Dic.                                    | Anual                                   |
| --------------------------------------- | --------------------------------------- | --------------------------------------- | --------------------------------------- | --------------------------------------- | --------------------------------------- | --------------------------------------- | --------------------------------------- | --------------------------------------- | --------------------------------------- | --------------------------------------- | --------------------------------------- | --------------------------------------- | --------------------------------------- |
| Temp. máx. media (°C)                   | 3.3                                     | 5.6                                     | 11.1                                    | 17.2                                    | 21.7                                    | 25.6                                    | 28.3                                    | 27.2                                    | 22.8                                    | 16.7                                    | 11.1                                    | 3.9                                     | 16.1                                    |
| Temp. mín. media (°C)                   | -4.4                                    | -4.4                                    | 0                                       | 4.4                                     | 8.9                                     | 11.7                                    | 13.3                                    | 12.2                                    | 9.4                                     | 5.6                                     | 2.8                                     | -2.8                                    | 5                                       |
| Precipitación total (mm)                | 50.8                                    | 53.3                                    | 63.5                                    | 66                                      | 91.4                                    | 81.3                                    | 73.7                                    | 83.8                                    | 83.8                                    | 111.8                                   | 83.8                                    | 66                                      | 909.3                                   |
| Fuente: Weatherbase                     |                                         |                                         |                                         |                                         |                                         |                                         |                                         |                                         |                                         |                                         |                                         |                                         |                                         |